# El destino
El destino es una película en colores de Argentina dirigida por Juan Batlle Planas (hijo) según su propio guion que se estrenó el 30 de septiembre de 1971 y que tuvo como protagonistas a Lautaro Murúa, Julia Elena Dávalos, Aldo Barbero y Fernando Labat. El filme fue el primer largometraje de este director y contó con la asesoría histórica de Juan Parrotti.
Otras variantes de los mismos temas en los filmes El fusilamiento de Dorrego (1909) de Mario Gallo, una de las primeras películas argentinas y en Camila  (1984) de María Luisa Bemberg.

## Sinopsis
Las historias de Camila O’Gorman con su amante Vladislao Gutiérrez y del general Manuel Dorrego con el fusilamiento como hilo conductor.

## Reparto
- Lautaro Murúa
- Julia Elena Dávalos
- Aldo Barbero
- Fernando Labat
- Luis María Mathé
- Walter Soubrié
- Rodolfo Campos
- Dimma Zecchin
- Daniel Tieffenberg
- Milena
- Jaime Ferrando
- Roberto Pieri
- Jose Felix Feldman

## Comentarios
La Opinión dijo:

”Una obra fallida pese a los loables fines democráticos.”

Confirmado opinó:

”En el plano conceptual es mero refugio para presentar dos episodios históricos que condenan llamativamente a los unitarios y a los federales.”

Manrupe y Portela escriben:

”Una aproximación diferente en esta opera prima con todos los vicios intelectuales de la épocapero con valores rescatables.”